# Harrisia portoricensis
Harrisia portoricensis es una especie de plantas en la familia Cactaceae. 

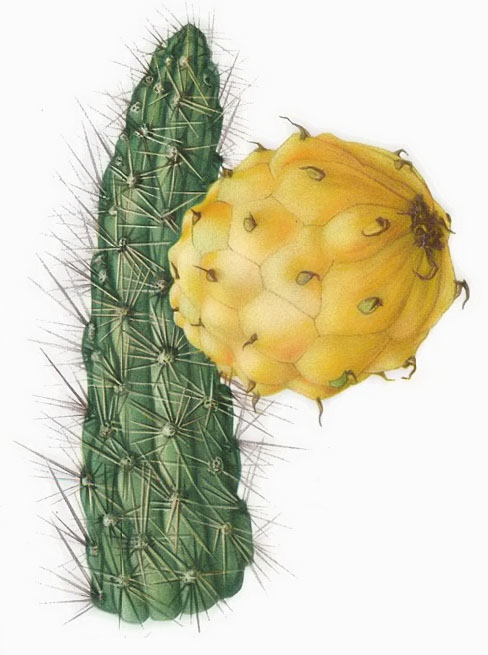
Ilustración

## Descripción
Harrisia portoricensis crece vertical con sólo unas pocas ramas y  llega a los 2 a 3 m de altura. Los tallos son delgados en forma de discos y tienen un diámetro de 3 a 4 cm. Tiene once redondeadas costillas proporcionadas que están separados una de otra por ranuras poco profundas. Las areolas contienen de 13 y 17 espinas blancas a grisáceas que tienen una punta más oscura, y son de 2 a 3 cm de largo. Los pétalos de las flores tienen una longitud de hasta 15 centímetros. El fruto es esférico o en forma de huevo de color amarillo y alcanza los 4-6 cm de diámetro.

## Distribución y hábitat
Es endémica de  Puerto Rico. Es una especie rara. Con el nombre de higo chumbo. Se encuentra en las tres más pequeñas islas. La población se estima en 59,000 individuos en la Isla de Mona, 148 plantas en el Islote Monito, y solo 9 en Desecheo.

## Taxonomía
Harrisia portoricensis fue descrita por Lem.) Britton & Rose y publicado en Bulletin of the Torrey Botanical Club 35: 563. 1908[1909].
Etimología
Ver: Harrisia
portoricensis epíteto geográfico que alude a su localización en Puerto Rico.
Sinonimia
- Cereus portoricensis (Britton) Urb.[5]